# Соркин, Аарон
А́арон Бе́нджамин Со́ркин (англ. Aaron Benjamin Sorkin; род. 9 июня 1961, Нью-Йорк) — американский сценарист, продюсер, режиссёр и драматург. Создатель телесериалов «Ночь спорта», «Западное крыло», «Студия 60 на Сансет-стрит», «Новости». Лауреат премий «Эмми», BAFTA, «Золотой глобус» и «Оскар».

## Биография
Аарон Бенджамин Соркин родился на Манхэттене в еврейской семье. Его дедушка по отцовской линии был одним из основателей Международного женского профсоюза работников швейной промышленности (ILGWU). Мать Аарона была школьной учительницей, отец — юристом, специалистом по авторскому праву. Его детство прошло в Скарсдейле, пригороде Нью-Йорка.
С ранних лет Соркин проявлял интерес к актёрству. В детстве родители брали его с собой в театр на такие шоу, как «Кто боится Вирджинии Вулф?» и «Тот сезон чемпионата».
Участвуя в школьном театральном кружке, в восьмом классе он сыграл генерала Буллмуза в мюзикле «Лил Абнер» (Li’l Abner). В школе высшей ступени Скарсдейла Аарон был вице-президентом театрального кружка в младших и старших классах.
В 1979 году он окончил школу и поступил в Сиракузский университет на драматическое отделение, со второго курса начал выходить на сцену. Особое влияние на него оказал преподаватель драмы Артур Сторч.
После окончания в 1983 году университета со степенью бакалавра искусств Соркин долго был не востребован как актёр, в связи с чем начал писать пьесы и вскоре приобрёл известность как молодой многообещающий драматург.
Аарон Соркин — автор сценариев таких фильмов, как «Несколько хороших парней» (1992), «Американский президент» (1995), «Война Чарли Уилсона» (2007) и «Человек, который изменил всё» (2011). Он выступил создателем, продюсером и одним из ведущих сценаристов телесериалов «Ночь спорта» (1998—2000, ABC), «Западное крыло» (1999—2003, NBC), «Студия 60 на Сансет-Стрип» (2006—2007, NBC).
Всеобщей похвалы кинокритиков удостоился написанный Соркиным сценарий фильма «Социальная сеть» (2010). Обозреватель газеты «The New York Post» назвал его работу «необыкновенно проницательной» и «отточенной, словно бритва». Именно за создание этого сценария Аарон Соркин был удостоен премий «Золотой глобус», BAFTA и «Оскар». Уже в следующем году Соркин вновь был выдвинут на все перечисленные премии за написание сценария к спортивному байопику «Человек, который изменил всё».
В начале 2011 года Соркин приступил к своему новому телепроекту для кабельного канала HBO о деятельности журналистов программы новостей, который так и назывался: «Новости» (англ. The Newsroom). Премьера состоялась 24 июня 2012 года.
В мае 2012 года было анонсировано, что кинокомпания Sony Pictures Entertainment пригласила Соркина написать сценарий для биографического фильма о Стиве Джобсе. Картина «Стив Джобс» вышла в прокат осенью 2015 года. Автор сценария Соркин был удостоен второго «Золотого глобуса», но при этом не был даже номинирован на «Оскар».
В 2016 году, на следующий день после избрания Трампа президентом США, запустил антитрампистское «Открытое письмо» в журнале Vanity Fair.
В 2017 году на мировые экраны вышел дебютный режиссёрский проект Соркина — фильм-драма «Большая игра». Эта работа принесла ему очередные номинации на «Оскар», «Золотой глобус» и BAFTA за сценарий, а также на премию Гильдии режиссёров США как лучшему дебютанту.

### Личная жизнь
Соркин был младшим ребёнком в семье. Его старшие брат и сестра стали юристами.
Около десяти лет был женат на Джулии Бинэм, которая родила от него 17 ноября 2000 года дочь Рокси. Супружеская пара развелась в 2005 году.

## Фильмография
| Год       |   | Русское название             | Оригинальное название         | Роль                                          |
| --------- | - | ---------------------------- | ----------------------------- | --------------------------------------------- |
| 1992      | ф | Несколько хороших парней     | A Few Good Men                | сценарист                                     |
| 1993      | ф | Готова на всё                | Malice                        | сценарист (совместно со Скоттом Фрэнком)      |
| 1995      | ф | Американский президент       | The American President        | сценарист                                     |
| 1998—2000 | с | Ночь спорта                  | Sports Night                  | создатель, сценарист, исполнительный продюсер |
| 1999—2006 | с | Западное крыло               | The West Wing                 | создатель, сценарист, исполнительный продюсер |
| 2006—2007 | с | Студия 60 на Сансет-Стрип    | Studio 60 on the Sunset Strip | создатель, сценарист, исполнительный продюсер |
| 2007      | ф | Война Чарли Уилсона          | Charlie Wilson's War          | сценарист                                     |
| 2010      | ф | Социальная сеть              | The Social Network            | сценарист                                     |
| 2011      | ф | Человек, который изменил всё | Moneyball                     | сценарист (совместно со Стивеном Заилляном)   |
| 2012—2014 | с | Новости                      | The Newsroom                  | сценарист                                     |
| 2015      | ф | Стив Джобс                   | Steve Jobs                    | сценарист                                     |
| 2017      | ф | Большая игра                 | Molly's Game                  | режиссёр, сценарист                           |
| 2020      | ф | Суд над чикагской семёркой   | The Trial of the Chicago 7    | режиссёр, сценарист                           |
| 2021      | ф | Быть Рикардо                 | Being the Ricardos            | режиссёр, сценарист                           |

## Награды и номинации
| Премия                              | Год  | Фильм                           | Категория                                        | Результат |
| ----------------------------------- | ---- | ------------------------------- | ------------------------------------------------ | --------- |
| «Оскар»                             | 2011 | «Социальная сеть»               | Лучший адаптированный сценарий                   | Победа    |
| «Оскар»                             | 2012 | «Человек, который изменил всё»  | Лучший адаптированный сценарий                   | Номинация |
| «Оскар»                             | 2018 | «Большая игра»                  | Лучший адаптированный сценарий                   | Номинация |
| «Оскар»                             | 2021 | «Суд над чикагской семёркой»    | Лучший оригинальный сценарий                     | Номинация |
| «Золотой глобус»                    | 1993 | «Несколько хороших парней»      | Лучший сценарий                                  | Номинация |
| «Золотой глобус»                    | 1996 | «Американский президент»        | Лучший сценарий                                  | Номинация |
| «Золотой глобус»                    | 2008 | «Война Чарли Уилсона»           | Лучший сценарий                                  | Номинация |
| «Золотой глобус»                    | 2011 | «Социальная сеть»               | Лучший сценарий                                  | Победа    |
| «Золотой глобус»                    | 2012 | «Человек, который изменил всё»  | Лучший сценарий                                  | Номинация |
| «Золотой глобус»                    | 2016 | «Стив Джобс»                    | Лучший сценарий                                  | Победа    |
| «Золотой глобус»                    | 2018 | «Большая игра»                  | Лучший сценарий                                  | Номинация |
| «Золотой глобус»                    | 2021 | «Суд над чикагской семёркой»    | Лучший режиссёр                                  | Номинация |
| «Золотой глобус»                    | 2021 | «Суд над чикагской семёркой»    | Лучший сценарий                                  | Победа    |
| «Золотой глобус»                    | 2022 | «Быть Рикардо»                  | Лучший сценарий                                  | Номинация |
| BAFTA                               | 2011 | «Социальная сеть»               | Лучший адаптированный сценарий                   | Победа    |
| BAFTA                               | 2012 | «Человек, который изменил всё»  | Лучший адаптированный сценарий                   | Номинация |
| BAFTA                               | 2016 | «Стив Джобс»                    | Лучший адаптированный сценарий                   | Номинация |
| BAFTA                               | 2018 | «Большая игра»                  | Лучший адаптированный сценарий                   | Номинация |
| BAFTA                               | 2021 | «Суд над чикагской семёркой»    | Лучший оригинальный сценарий                     | Номинация |
| BAFTA                               | 2022 | «Быть Рикардо»                  | Лучший оригинальный сценарий                     | Номинация |
| Прайм-таймовая премия «Эмми»        | 1999 | «Ночь спорта»                   | Лучший сценарий комедийного сериала              | Номинация |
| Прайм-таймовая премия «Эмми»        | 2000 | «Западное крыло»                | Лучший драматический сериал                      | Победа    |
| Прайм-таймовая премия «Эмми»        | 2000 | «Западное крыло»                | Лучший сценарий драматического сериала           | Победа    |
| Прайм-таймовая премия «Эмми»        | 2001 | «Западное крыло»                | Лучший драматический сериал                      | Победа    |
| Прайм-таймовая премия «Эмми»        | 2001 | «Западное крыло»                | Лучший сценарий драматического сериала           | Номинация |
| Прайм-таймовая премия «Эмми»        | 2002 | «Западное крыло»                | Лучший драматический сериал                      | Победа    |
| Прайм-таймовая премия «Эмми»        | 2002 | «Западное крыло»                | Лучшая телепрограмма                             | Победа    |
| Прайм-таймовая премия «Эмми»        | 2002 | «Западное крыло»                | Лучший сценарий драматического сериала           | Номинация |
| Прайм-таймовая премия «Эмми»        | 2003 | «Западное крыло»                | Лучший драматический сериал                      | Победа    |
| Прайм-таймовая премия «Эмми»        | 2003 | «Западное крыло»                | Лучший сценарий драматического сериала           | Номинация |
| «Выбор критиков»                    | 2008 | «Война Чарли Уилсона»           | Лучший сценарий                                  | Номинация |
| «Выбор критиков»                    | 2011 | «Социальная сеть»               | Лучший адаптированный сценарий                   | Победа    |
| «Выбор критиков»                    | 2012 | «Человек, который изменил всё»  | Лучший адаптированный сценарий                   | Победа    |
| «Выбор критиков»                    | 2016 | «Стив Джобс»                    | Лучший адаптированный сценарий                   | Номинация |
| «Выбор критиков»                    | 2018 | «Большая игра»                  | Лучший адаптированный сценарий                   | Номинация |
| «Выбор критиков»                    | 2021 | «Суд над чикагской семёркой»    | Лучший режиссёр                                  | Номинация |
| «Выбор критиков»                    | 2021 | «Суд над чикагской семёркой»    | Лучший оригинальный сценарий                     | Номинация |
| «Выбор критиков»                    | 2022 | «Быть Рикардо»                  | Лучший оригинальный сценарий                     | Номинация |
| «Спутник»                           | 2010 | «Социальная сеть»               | Лучший адаптированный сценарий                   | Победа    |
| «Спутник»                           | 2011 | «Человек, который изменил всё»  | Лучший адаптированный сценарий                   | Номинация |
| «Спутник»                           | 2016 | «Стив Джобс»                    | Лучший адаптированный сценарий                   | Победа    |
| «Спутник»                           | 2018 | «Большая игра»                  | Лучший адаптированный сценарий                   | Номинация |
| «Спутник»                           | 2021 | «Суд над чикагской семёркой»    | Лучший режиссёр                                  | Номинация |
| «Спутник»                           | 2021 | «Суд над чикагской семёркой»    | Лучший оригинальный сценарий                     | Номинация |
| Национальный совет кинокритиков США | 2010 | «Социальная сеть»               | Лучший адаптированный сценарий                   | Победа    |
| Премия Гильдии режиссёров США       | 2018 | «Большая игра»                  | Лучший режиссёрский дебют                        | Номинация |
| Премия Гильдии режиссёров США       | 2021 | «Суд над чикагской семёркой»    | Лучший режиссёр                                  | Номинация |
| Премия Гильдии продюсеров США       | 2000 | «Западное крыло»                | Лучший телевизионный сериал                      | Номинация |
| Премия Гильдии продюсеров США       | 2000 | «Ночь спорта»                   | Лучший телевизионный сериал                      | Номинация |
| Премия Гильдии продюсеров США       | 2000 | «Ночь спорта», «Западное крыло» | Самый многообещающий телепродюсер                | Победа    |
| Премия Гильдии продюсеров США       | 2001 | «Западное крыло»                | Лучший телевизионный сериал — драма              | Победа    |
| Премия Гильдии продюсеров США       | 2002 | «Западное крыло»                | Лучший телевизионный сериал — драма              | Победа    |
| Премия Гильдии продюсеров США       | 2003 | «Западное крыло»                | Лучший телевизионный сериал — драма              | Номинация |
| Премия Гильдии продюсеров США       | 2004 | «Западное крыло»                | Лучший телевизионный сериал — драма              | Номинация |
| Премия Гильдии сценаристов США      | 1996 | «Американский президент»        | Лучший оригинальный сценарий                     | Номинация |
| Премия Гильдии сценаристов США      | 2001 | «Западное крыло»                | Лучший сценарий в эпизоде драматического сериала | Победа    |
| Премия Гильдии сценаристов США      | 2002 | «Западное крыло»                | Лучший сценарий в эпизоде драматического сериала | Номинация |
| Премия Гильдии сценаристов США      | 2003 | «Западное крыло»                | Лучший сценарий в эпизоде драматического сериала | Номинация |
| Премия Гильдии сценаристов США      | 2006 | «Западное крыло»                | Лучший сценарий в эпизоде драматического сериала | Номинация |
| Премия Гильдии сценаристов США      | 2007 | «Студия 60 на Сансет-Стрип»     | Лучший сценарий в эпизоде драматического сериала | Номинация |
| Премия Гильдии сценаристов США      | 2007 | «Студия 60 на Сансет-Стрип»     | Лучший сценарий нового сериала                   | Номинация |
| Премия Гильдии сценаристов США      | 2011 | «Социальная сеть»               | Лучший адаптированный сценарий                   | Победа    |
| Премия Гильдии сценаристов США      | 2012 | «Человек, который изменил всё»  | Лучший адаптированный сценарий                   | Номинация |
| Премия Гильдии сценаристов США      | 2013 | «Новости»                       | Лучший сценарий нового сериала                   | Номинация |
| Премия Гильдии сценаристов США      | 2016 | «Стив Джобс»                    | Лучший адаптированный сценарий                   | Номинация |
| Премия Гильдии сценаристов США      | 2017 |                                 | Премия Лорела за вклад на ТВ                     | Победа    |
| Премия Гильдии сценаристов США      | 2018 | «Большая игра»                  | Лучший адаптированный сценарий                   | Номинация |
| Премия Гильдии сценаристов США      | 2021 | «Суд над чикагской семёркой»    | Лучший оригинальный сценарий                     | Номинация |
| Премия Гильдии сценаристов США      | 2022 | «Быть Рикардо»                  | Лучший оригинальный сценарий                     | Номинация |